# SUPER SHOW SPIN-OFF : Halftime
《2024 SUPER JUNIOR ASIA TOUR - SUPER SHOW SPIN-OFF : Halftime》은 그룹 슈퍼주니어의 데뷔 19주년을 기념하는 스페셜 콘서트 투어이다. 팬덤 내에서는 슈핀오프로 약칭하기도 한다.

## 개요
2024년 1월 17일, SM 엔터테인먼트는 〈SUPER SHOW SPIN-OFF : Halftime〉의 개최를 공식화한 뒤, 4월 18일에는 서울 공연 및 총 12회에 걸친 아시아 투어의 상세 일정이, 22일 오후 2시에는 예매 일정이 공개되었다. 팬클럽 선행 예매는 10일, 일반 예매는 13일에 멜론티켓을 통해 진행되었다.
슈퍼주니어는 13회에 걸친 아시아 투어를 통해 약 18만명의 누적 관객을 동원하였다.

## 투어 일정
| 일정                     | 도시         | 국가       | 장소                          | 관객 동원     |
| ------------------------ | ------------ | ---------- | ----------------------------- | ------------- |
| 2024년 6월 22일          | 서울         | 대한민국   | 올림픽체조경기장              | 통산 29,256명 |
| 2024년 6월 23일          | 서울         | 대한민국   | 올림픽체조경기장              | 통산 29,256명 |
| 2024년 7월 6일           | 방콕         | 태국       | 임팩트 챌린지 홀 1            | 통산 45,582명 |
| 2024년 7월 7일           | 방콕         | 태국       | 임팩트 챌린지 홀 1            | 통산 45,582명 |
| 2024년 7월 14일          | 싱가포르     | 싱가포르   | 싱가포르 인도어 스타디움      | 10,658명      |
| 2024년 7월 28일          | 호치민       | 베트남     | 푸토 인도어 스타디움          | 7,652명       |
| 2024년 8월 3일           | 쿠알라룸푸르 | 말레이시아 | 악시아타 아레나 부킷 자릴     | 14,357명      |
| 2024년 8월 16일          | 대북         | 타이완     | 타이베이 아레나               | 통산 33,896명 |
| 2024년 8월 17일          | 대북         | 타이완     | 타이베이 아레나               | 통산 33,896명 |
| 2024년 8월 18일          | 대북         | 타이완     | 타이베이 아레나               | 통산 33,896명 |
| 2024년 9월 6일           | 홍콩         | 홍콩       | 아시아 월드 아레나            | 통산 27,382명 |
| 2024년 9월 7일           | 홍콩         | 홍콩       | 아시아 월드 아레나            | 통산 27,382명 |
| 2024년 9월 14일          | 자카르타     | 인도네시아 | 비치 시티 인터네셔널 스타디움 | 14,867명      |
| 총 누적 관계 - 183,650명 |              |            |                               |               |

## 세트 리스트
- Opening VCR -
- Show Time
- Wonder Boy
- Dancing Out_SS3 Ver.

- Ment -
- Don't Wait
- Runaway_Band Ver.

- VCR #2 -
- Suit Up (이특, 은혁, 동해)

- VCR #3 -
- 마주치지 말자 (Let's Not...) (예성, 신동, 규현)

- VCR #4 -
- 땡겨 (Danger)_SS9 Ver. (시원, 려욱)

- VCR #5 -
- K.R.Y. Medley

1. 너 아니면 안 돼 (It Has To Be You)
2. 광화문에서 (At Gwanghwamun)
3. 어린왕자 (The Little Prince)

- Ment -
- 한 사람만을 (The One I Love)

- VCR #6 -
- Idol Cover Medley

1. RIIZE - Get A Guitar (이특, 예성, 동해)
2. NewJeans - Hype Boy (신동, 은혁, 동해, 려욱, 규현)

- VCR #7 -
- SPY
- 오페라 (Opera)

- Ment -
- Lovely Day
- 너로부터 (From U)
- Devil
- Black Suit

- Encore VCR -
- 갈증 (A Man In Love)
- Sorry, Sorry_SS9 Ver.

- Ment -
- Believe / Miracle_Band Ver.8월 18일 한정

- Ending -

## 제작
- 슈퍼주니어 (이특, 예성, 신동, 은혁, 시원, 동해, 려욱, 규현)
- 주최, 주관 : SM 엔터테인먼트, 쇼노트